# Maurizio Lanzillotta
Maurizio Lanzillotta (Campobasso, 2 de abril de 1960) es un artista italiano contemporáneo caracterizado por el empleo en su obra de una figuración de connotaciones metafísicas. Actualmente vive y trabaja en Madrid, donde tiene su estudio, cultivando diversas disciplinas de las artes plásticas, desde la pintura, la escultura, el dibujo y el grabado, hasta su más reciente incursión en el campo del arte digital. 

## Biografía
Maurizio Lanzillotta nace en Campobasso (Molise, Italia), aunque con sólo un año su familia se trasladó a Sant’Agata Bolognese en la región de Emilia-Romaña. Posteriormente, durante su adolescencia, viviría en Rávena y finalmente, al comienzo de su época universitaria, en Bolonia, en cuya Universidad Universidad de Bolonia comenzó Derecho, carrera que abandonó para dedicarse por completo a las artes plásticas, graduándose en la Facultad de Bellas Artes en 1985. 
Durante esta época inicial muestra un especial interés por la abstracción, estilo que irá abandonando con el paso de los años para ir decantándose cada vez más por una técnica figurativa, caracterizada por la cualidad etérea de sus composiciones y el uso depurado del color.
Tras finalizar los estudios universitarios, Maurizio Lanzillotta se instala en España. En este momento, 1987, su producción artística está focalizada en la abstracción, y sobre ella el crítico de arte español Juan Manuel Bonet explica: “lo más antiguo que vi de Maurizio Lanzillotta, al azar de algunos de los premios en los que participó, y en los que yo actué como jurado, no fueron cuadros figurativos, no fueron representaciones de país alguno, sino que fueron cuadros no-figurativos, geométricos, ortogonales. Cuadros ortogonales, mas para nada en el sentido neo-plasticista: en ellos la geometría tiembla, fluctúa, es compatible con cosas que nada tienen que ver con ella. Cuadros -ahora he vuelto a ver con agrado alguno de ellos- de ciertas resonancias irónicamente fifties, y que poseen un aura ciertamente extraña.”

## Obra
Período italiano
De los primeros años en Italia es su pasión por maestros como Morandi, De Chirico y Moreni, que tendrían un gran ascendiente sobre toda su obra posterior, como también lo tienen a lo largo de toda su producción, tanto pictórica como escultórica, los paisajes de su tierra natal. A este tenor, el crítico español Eugenio Castro ha comentado lo siguiente: “Esta tierra de brumas que se identifica con la región de la baja Emilia Romagna, quedará perpetuada para él en la imagen de las calles y los campos ocultos bajo la niebla.”
Juan Manuel Bonet ha escrito sobre la obra del artista y su relación con la metafísica y la tradición pictórica italiana: “País metafísico siempre el de Maurizio Lanzillotta, que no en vano es compatriota de Giorgio de Chirico, y consciente de inscribirse en una cierta tradición italiana hecha de silencio e inquietud, de orden y pasión contenida.”
Período español
A finales de los 90, considerando que la abstracción ha agotado su carga de contenido y está cayendo en lo decorativo, recupera la técnica al óleo y empieza a trabajar sobre el paisaje. Es entonces cuando en su obra comienza a confluir el recuerdo del paisaje neblinoso de su tierra natal, el norte de Italia, con el luminoso y amplio paisaje castellano, llevándole a concebir un universo pictórico particular por el que hoy es conocido, en el que la luz y una atmósfera de resonancias metafísicas desempeñan un papel fundamental.
En 1987 recibe el premio de adquisición del VI Salón Nacional de Artes Plásticas (Alcobendas, Madrid),
A lo largo de los siguientes años recibe números premios y reconocimientos, entre ellos los siguientes: en 1992 premio de adquisición del certamen “Plástica Contemporánea” (Vitoria, en 1995 premio de adquisición en la I Bienal de Pintura Premio "Prego de Oliver" (Orense), en 1996 premio de adquisición de Galleria d'Arte Moderna di Cento (Ferrara), en 1997 premio de adquisición en la V Mostra Unión Fenosa (La Coruña), en 1998 premio de adquisición en el XIV Premio "Navarra" de Pintura (Pamplona), en 1999 premio de adquisición en el V Certamen Unicaja de Artes Plásticas (Málaga). 
En el año 2001 premio de adquisición en el XI Certamen de Pintura de la U.N.E.D. (Madrid), en 2002 primer premio en los XXXll Premios Ciudad de Alcalá (Alcalá de Henares), en 2003 adquisición en la LXIV Exposición Nacional de Artes Plásticas de Valdepeñas, en 2004 premio de adquisición en el V Certamen de Pintura Contemporánea Fundación Wellington (Madrid), así como en los VI Premios Ángel de Pintura Museo Valenciano de la Ilustración y la Modernidad (MuVIM), en 2005 premio de adquisición en el Premio Internacional de Pintura Focus-Abengoa (Sevilla), en 2006 obtuvo la mención honorífica en el XVI Certamen de Dibujo “Gregorio Prieto” (Madrid), en 2007 premio de adquisición en el IV Premio Internacional de Pintura FLC (Asturias), en 2008 primer premio “Fundación Amigos de Madrid” en el 75.º Salón de Otoño. Casa de Vacas (Madrid) y en 2009 premio de adquisición para la colección pública del Museo Municipal de Valdepeñas obtenido en la 70 Exposición Internacional de Artes Plásticas de Valdepeñas.
Paralelamente desarrolla su trayectoria artística con exposiciones en Europa, Asia y América, tanto en muestras individuales como en colectivas. En ellas va mostrando la evolución de su obra pictórica y escultórica, tanto en temas, como en estilos y uso del color. 
Con la entrada del siglo XXI el artista incorpora a su obra las nuevas tecnologías.
El arte digital pasa a ser la técnica principal para representar la figura humana (el desnudo cargado de un cierto erotismo), que, como motivo, se incorpora también a su obra pictórica.

## Recorrido artístico
En 1985 realiza su primera exposición individual en Italia, en el Palazzo Trisi de Lugo di Romagna, provincia de Rávena.
En 1986 expone en las galerías italianas Rapidofine (Ferrara) y Teatro Mágico (Bernalda).
En 1987 se da a conocer en España en la exposición celebrada con motivo del premio obtenido en el VI Salón Nacional de Artes Plásticas (Alcobendas). Al mismo tiempo expone en su país natal en las galerías Artestudio Sumithra (Rávena), Tommaseo (Trieste), Studio Cavalieri (Bolonia) y Biennale Giovani (Faenza).
En 1988 participa en la II Bienal de Pintura de Murcia y expone su trabajo en Italia en las galerías Domus Poetica (Lugo di Romagna) y Materiali Immagini (Perugia).
En 1989 presenta la exposición "Provenienze Prossime. Itinerario artistico futuribile" en Fusignano y participa en la X Convocatoria de Artes Plásticas de Alicante, así como en la VI Semana de la Juventud. Certamen Jóvenes Creadores de Madrid.
Los años 90 comienzan con su primera exposición individual en España de la mano de la Galería Masha Prieto (Madrid). Este mismo año su obra sería expuesta también en las muestras organizadas con motivo del XXI Premio Ciudad de Alcalá (Alcalá de Henares) y la III Bienal Ciudad de Albacete. En su país natal, participa en la I Biennale d'Arte, Musica e Poesia "Lugo Crea" (Lugo di Romagna).
A lo largo de esta década la obra de Maurizio Lanzillotta continúa evolucionando desde sus inicios en la abstracción hacia una concepción figurativa, permeabilizándose con las influencias tanto de la cultura occidental como de la oriental, por la que se siente inclinado e influenciado, como explicaría el recientemente fallecido crítico italiano Giulio Guberti:
“…esta influencia, en el caso de Maurizio Lanzillotta, se hace formalmente occidental aún inspirándose en significados filosóficos y religiosos orientales. Esta es su contribución a la síntesis entre dos culturas que, en el momento de la globalización, significa profundo respeto por ambas.”
El nuevo milenio trae consigo una apertura aún mayor de fronteras, la obra del artista se da a conocer más allá de su país natal, Italia, y de su país de acogida, España. Ya en los meses previos de 1999, expone en el país vecino, Portugal, en la X Bienal Internacional de Arte de Vila Nova de Cerveira.
Entre 2000 y 2002 participa en la Feria de Colonia, Alemania, de la mano de su galería portuguesa Sala Maior. 
En 2001 integra la exposición colectiva "Cross Culture" en la Galería Global Art Source de Zúrich (Suiza).
Esta década trae consigo para el artista numerosos premios y reconocimientos obtenidos en las diversas convocatorias de artes plásticas en las que participa.
En 2012 su obra alcanza otros continentes, exhibiéndose en la Moproo Gallery de Shanghái (China) y en la galería CK Contemporary de San Francisco (Estados Unidos).
En 2017 el [Institute of Philosophy (School of Advanced Study, University of London) escoge su obra digital "Boccon Divino" como imagen del evento TA{s}TE organizado en la Tate Modern de Londres.

## Obra en colecciones de arte
La obra de Maurizio Lanzillotta forma parte de diversas colecciones de arte, públicas y privadas: 
- Museo Municipal de Valdepeñas.
- Colección COAAT La Rioja. Logroño.]
- Fundación Amigos de Madrid.
- Museo Municipal de Albacete.
- Colección FLC. Oviedo.
- Colección U.N.E.D. Madrid.
- Colección Fundación Focus-Abengoa. Sevilla.
- Fundación Wellington. Madrid.
- Fundación Colegio del Rey. Alcalá de Henares, Madrid.
- Colección Obra Social Caja Castilla-La Mancha]. Toledo.
- Colección Unicaja. Málaga.
- Museo de Navarra. Pamplona.
- MACUF. La Coruña.
- Galleria d’Arte Moderna di Cento. Ferrara (Italia).
- Museo de Orense.
- Ayuntamiento de Vitoria.
- Ayuntamiento de Alicante.